# Corona di Boemia e Moravia
La corona, conosciuta come corona del Protettorato (in ceco: Protektorátní koruna, in tedesco: Krone des Protektorats Böhmen und Mähren) fu la valuta circolante nel Protettorato di Boemia e Moravia durante la Seconda guerra mondiale (tra il 1939 e il 1945).
Era divisa in 100 heller (haléřů). Sostituì la corona cecoslovacca a pari valore e fu rimpiazzata a sua volta sempre dalla corona cecoslovacca ristabilita dopo la Seconda guerra mondiale.